# Hueyotlipan
Hueyotlipan est une municipalité mexicaine située dans la partie occidentale de l'État de Tlaxcala, dont le chef-lieu se trouve à San Ildefonso Hueyotlipan, avec une population totale de 13 879 habitants selon le recensement INEGI 2010.